# Afar (taal)
Het Afar (Qafar af [ʕʌˈfʌɾʌf]), ook wel Danakil genoemd, is een Oost-Koesjitische taal die door ongeveer 2,5 miljoen mensen gesproken wordt in de Ethiopische regio Afar, en in de aangrenzende landen Eritrea en Djibouti. De sprekers van het Afar staan bekend als de gelijknamige Afar.
Mensen die Afar spreken, gebruiken daarnaast ook het Arabisch. Het in Eritrea gesproken Saho is het meest aan het Afar verwant. Het Afar kent vier dialecten: het Noordelijk Afar, het Centraal Afar, het Aussa en het Ba'adu.
De alfabetiseringsgraad onder de sprekers van het Afar is met één tot drie procent zeer laag. Het Afar wordt meestal geschreven in het Latijns schrift, maar in Ethiopië wordt het Ge'ezschrift ook gebruikt. De basiswoordvolgorde in het Afar is, zoals ook in andere Oost-Koesjitische talen, onderwerp – object – werkwoord.

## Schrift en klankleer
Het Latijnse schrift van het Afar bestaat uit de volgende 25 letters:
| Hoofdletter   | A   | Q   | B   | D   | X   | E   | F   | G   | H   | C   | I   | J    | K   | L   | M   | N   | O   | P   | R   | S   | T   | W   | Y   | Z   |
| Kleine letter | a   | q   | b   | d   | x   | e   | f   | g   | h   | c   | i   | j    | k   | l   | m   | n   | o   | p   | r   | s   | t   | w   | y   | z   |
| IPA           | /ʌ/ | /ʕ/ | /b/ | /d/ | /ɖ/ | /e/ | /f/ | /ɡ/ | /h/ | /ħ/ | /i/ | /d͡ʒ/ | /k/ | /l/ | /m/ | /n/ | /o/ | /p/ | /ɾ/ | /s/ | /t/ | /w/ | /j/ | /z/ |

De medeklinkers ⟨j⟩, ⟨p⟩ en ⟨z⟩ komen alleen in leenwoorden voor. Verder bestaat ook de digraaf ⟨sh⟩ voor, die /ʃ/ aangeeft in leenwoorden.
De klemtoon kan in principe geschreven door een accent aigu worden aangegeven, maar dit gebeurt zelden. Het Afar heeft geen regelmatig klemtoonpatroon, maar de klemtoon komt altijd op een van de laatste twee lettergrepen. De klemtoon is fonemisch in het Afar, en kan dus tussen verschillende woorden onderscheiden:
ála (/ˈʌlʌ/, "wild dier; Europeaan")
alá (/ʌˈlʌ/, "vrouwelijke kameel")
Zowel klinkers als medeklinkers kunnen lang zijn. Lange klanken worden dubbel opgeschreven:
kutá (/kuˈtʌ/, "teef")
kuutá (/kuːˈtʌ/, "honden")
De lange varianten van /ʌ/ en /ɾ/ zijn respectievelijk /aː/ en /rː/.
In zuidelijke dialecten, wordt /s/ na de medeklinker /j/ of voor de klinker /i/ gerealiseerd als [ʃ].

## Grammatica

### Zelfstandig naamwoord
Het Afar heeft twee geslachten: mannelijk en vrouwelijk. Alle vrouwelijke zelfstandige naamwoorden eindigen met een beklemtoonde klinker, terwijl mannelijke zelfstandige naamwoorden vrijwel altijd eindigen op ofwel een onbeklemtoonde klinker ofwel een medeklinker. Er zijn maar twee uitzonderingen voor deze regel: abbá ("vader") en kataysá ("vriend"), hoewel de laatste ook als katáysa voorkomt.
Het zelfstandig naamwoord komt voor in vier naamvallen: absolutief, predicatief, nominatief en genitief:
|             | Type 1 (vrouwelijk) | Type 2 (mannelijk, -V) | Type 3 (mannelijk, -C, lang)    | Type 4 (mannelijk, -C, kort)   |
| ----------- | ------------------- | ---------------------- | ------------------------------- | ------------------------------ |
| absolutief  | sagá ("koe")        | dakánu ("olifant")     | danán ("ezel") rakúb ("kameel") | cán ("melk") dúl ("nijlpaard") |
| predicatief | sagá                | dakánu                 | danána rakúubu                  | cána dúulu                     |
| nominatief  | sagá                | dakaní                 | danán rakúb                     | cán dúl                        |
| genitief    | sagá                | dakaní                 | danán rakúb                     | cantí dultí                    |

Bij sommige mannelijke zelfstandige naamworden die eindigen op een medeklinker komt klinkerreductie plaats in het absolutief, nominatief en genitief. Verder is er in het predicatief sprake van klinkerharmonie: Stammen die eindigen op een -a- krijgen de suffix -a, stammen die eindigen op een -e- of -i- krijgen de suffix -i, en de stammen die endigen op een -o- of -u- krijgen de suffix -u.
Het absolutief wordt gebruikt om een lijdend voorwerp van een zin aan te geven:
Can aaqube ("Ik ben melk aan het drinken")
Het nominatief wordt gebruikt om een onderwerp van een zin aan te geven:
Dakani yaluule ("De olifant is aan het grazen")
Het genitief wordt gebruikt om een bezitsrelatie aan te geven:
Sagayti cado akme ("Ik eet vlees van een stier")